# Serenata de Natal
A Serenata de Natal é um grupo coral, organizado na Universidade de Brasília, que atua na época das festas de Natal, em Brasília, no Distrito Federal, no Brasil.
Fundado em 1981 por estudantes e funcionários da UnB, o coro é constituído por coralistas com ou sem experiência musical anterior e caracterizado por repertório com músicas natalinas.
Tradicionalmente os ensaios são realizados anualmente no segundo semestre na Universidade de Brasília, geralmente a partir de agosto, indo até o mês de dezembro.

O coro também realiza campanha de arrecadação de doações para as instituições de caridade, como orfanatos e lares para idosos onde realiza suas apresentações pré-natais.
Apesar do vínculo com a Universidade, a organização do coral é comandada por uma equipe formada pelos próprios coralistas. A questão musical é responsabilidade de uma equipe formada por regentes voluntários, não necessariamente com graduação em música. 

## Apresentações
As apresentações são realizadas em locais previamente divulgados com horário estimado. Quando realizadas em ambientes externos os coralistas anunciam a chegada do coro com o toque de sinos e utilizam gorros, sinos, velas e outros adornos de inspiração natalina.
Nos finais de semana dos mês de novembro, ainda na época dos ensaios, o coral realiza apresentações em hospitais, creches e em instituições de caridade, também chamadas de apresentações pré-natais.
As apresentações nas quadras do Plano Piloto e algumas cidades satélites do Distrito Federal ocorrem durante uma semana (com um dia de descanso) no mês de dezembro, na semana anterior à semana de natal. 

### Eventos de cultura
| Ano  | Evento                                         | Notas                                                                     |
| ---- | ---------------------------------------------- | ------------------------------------------------------------------------- |
| 2018 | Encontro de Corais da Universidade de Brasília |                                                                           |
| 2019 | Projeto Natal na Praça dos Três Poderes        | Evento realizado pelo Governo do Distrito Federal e Secretaria de Turismo |

## Repertório
Cada edição da Serenata de Natal possui um repertório distinto com uma média de 10 músicas, que são ensaiadas no período de agosto a dezembro de cada ano. 

### Músicas tradicionais
As músicas Noite Feliz e Boas Festas estão presentes no repertório em quase todos os anos, pela tradição e pela relação que elas possuem com o coro e com os ouvintes. Outras músicas tradicionais como Adeste Fideles, Meia-noite Cristãos, Bom Natal, Quando o Natal Chegar, Glória, Natal Branco e Tu Scendi Dalle Stelle aparecem esporadicamente no repertório.

### Versões de músicas adaptadas para a Serenata de Natal
Músicas e arranjos autorais, produzidos por membros do próprio coral, também fazem parte do repertório, como por exemplo músicas estrangeiras com versões em português It's Christmas Time (The Carpenters) e músicas que ganharam arranjos mais simplificados para coral como Have Yourself a Merry Little Christmas e Mary Cristo (Tribalistas). 

### Letra e arranjo especiais para a Serenata de Natal
A música Cavaleiros Reis teve sua primeira aparição na Serenata de Natal em 1985 e em 1987 teve o arranjo modificado, sendo uma das músicas mais queridas pelo coro. Outra canção foi Pendurado nas Estrelas, com a letra de Oswaldo Montenegro, que fala da noite de natal em Brasília.
Em 2015, o grupo ganhou uma música (Salve a Serenata) composta especialmente para comemorar a 35ª edição do coral.

## A música como personagem principal
Estudiosos da mente humana ressaltam a música e o papel que ela pode exercer sobre o cérebro e a mente, e incentiva sua inserção como um caminho para reabilitação de pacientes, especialmente neurológicos.

## Associação dos Amigos da Serenata de Natal
Em 2019 houve a necessidade da criação da Associação dos Amigos da Serenata de Natal (ASENA), que tem como objetivo a mobilização de recursos para a realização das atividades do coral.  